# Ледерберг, Эстер Мириам Циммер

Эстер Ледерберг читает лекцию в медицинской школе им. Каназавы по приглашению доктора Акабори, 1962 год.

Эстер Мириам Циммер Ледерберг (англ. Esther Miriam Zimmer Lederberg; 18 декабря 1922 — 11 ноября 2006) — выдающийся американский микробиолог, иммунолог и пионер генетики бактерий. Открытие фага лямбда, связи между трансдукцией и лизогенией фага лямбда, разработка метода реплик и открытие фактора F размножения бактерий — это её существенные вклады в науку.
Доктор Эстер Ледерберг также основала и была руководителем Директивного Центра по Плазмидам (Plasmid Reference Center — PRC) в Стенфордском университете. Этот центр имеет большую коллекцию, содержащую все типы генов, закодированных на устойчивость к антибиотикам, на невосприимчивость к тяжёлым металлам, на вирулентность, конъюгацию, колицины, транспозоны, температурную чувствительность и другие неизвестные факторы. Большинство из этих плазмид всё ещё не полностью изучены.

## Биография

### Ранние годы
Эстер Мириам Циммер была старшей из двух детей печатника Давида Циммера (David Zimmer) и его жены Паулины Геллер Циммер (Pauline Geller Zimmer). Эстер родилась в Бронксе, в одном из 5 районов Нью-Йорка. Брат, Бенжамин Циммер (Benjamin Zimmer), родился в следующем, 1923 году.
Эстер делала большие успехи в учёбе. Она училась в высшей школе в Бронксе (Evander Childs High School). За успехи во французском языке Эстер не раз получала награды. Она окончила эту школу в возрасте 16 лет. Эстер получила звание Бакалавра искусств (Bachelor of Art or B.A.) в Хантер колледже (Hunter College) в Нью-Йорке, который она окончила с отличием в 1942 году.

### Начало научной деятельности
После окончания колледжа Эстер Циммер устроилась работать в Институт Карнеги (Carnegie Institution of Washington) в Вашингтоне (позже получивший название Cold Spring Harbor Laboratory) на должность научного ассистента к Александру Холлендеру (Alexander Hollaender), с которым она работала над Neurospora crassa. Там же она опубликовала свою первую работу по генетике бактерий.
В 1944 году Эстер победила в конкурсе на научную должность в Стенфордском университете (Stanford University), переехала на запад в штат Калифорния, и работала ассистентом у Георга Веллс Бидла (George Wells Beadle).
После летней сессии на Морской Станции Хопкинса (Hopkins Marine Station) от Стенфордского университета, где она работала под руководством Корнелиуса Б.Ван Нила (Cornelius B.Van Niel), она приступила к магистерской программе по генетике. Во время пребывания в Стенфорде она работала с Эдвардом Л. Татумом (Edward Lawrie Tatum) — профессором из Йельского университета в области генетики бактерий.
(Заметим, что Татум и Джордж Бидл (George Wells Beadle) позже разделили Нобелевскую премию за 1958 год с Джошуа Ледербергом (Joshua Lederberg), который в то время был мужем Эстер). Эстер получила звание Магистра искусств в Стенфорде в 1946 году.
Эстер вышла замуж за Джошуа в 1946 году.после чего она начала работать над своей диссертацией на звание доктора наук в Университете штата Висконсин. Её название: Генетический контроль мутабильности в бактерии Escherichia coli. Эстер закончила свою диссертацию в 1950 году при спонсорстве Р. А. Бринк (R.A.Brink) в том же году, когда она открыла лизогению бактериофага лямбда
В 1966 году Эстер развелась с Джошуа Ледербергом. Она вторично вышла замуж за Мэтью Саймона в 1993 году.
Эстер Мириам Циммер Ледерберг умерла 11 ноября 2006 года от воспаления лёгких и сердечной недостаточности в возрасте 83 лет.

## Научные достижения
Эстер принимала участие в симпозиумах, организованных Cold Spring Harbor Laboratory по генетике на протяжении поздних 1940-х и 50-х лет так же, как и в более поздние годы.  
Эстер оказывала влияние и находилась под влиянием таких коллег и друзей, как её наставник Эдвард Л. Татум, Георг В.Бидл, Корнелиус В. Нил (Cornelius Van Niel), Барбара Мак Клинток (Barbara McClintock), Сальвадор Луриа, Андрей Львов (Andre Lwoff), Жак Моно, Франсуа Жакоб, Вернер Арбер,Эрвин Чаргафф (Erwin Chargaff), Сол Шпигельман (Sol Spiegelman), Милислав Демерик (Milislav Demeric) — одно время бывший директор Cold Spring Harbor Laboratory, Эвелин М.Виткин (Evelin M.Witkin), Макс Дельбрюк, Френсис Крик, Джеймс Ватсон, Теодор Добжанский, Джим Кроу, Л.Л. Кавалли-Зворца, Модженс Вестергаард (Mogens Westergaard), Аорон Новик (Aaron Novick), Б. А. Д. Стокер (B.A.D. Stocker), Гвидо Понтекорво (Guido Pontecorvo), Бернард Девис (Bernard Davis), Альфред Херши (Alfred Hershy), Евгений Нестер (Eugene Nester), Алан Кемпбелл (Alan Campbell), Альфред Стюртивэнт (Alfred Sturtevant), Гюнтер Стент (Gunther Stent), Джонас Селк (Jonas Salk), Треси Соннеборн, Сидней Бреннер и многие другие.

### Вклад в микробиологию и генетику
Эстер Ледерберг оставалась в Висконсинском университете большую часть 1950-х. Именно там она открыла бактериофаг лямбда, провела начальные исследования связи между трансдукцией и лизогенией фага лямбда, открыла фактор F размножения бактерий (со временем опубликовалась совместно с Джошуа Ледербергом и Лукой Л. Кавалли-Зворца) и разработала первую успешную реализацию метода воспроизведения реплик. Эти четыре научных вклада легли в основу многих работ по генетике, сделанных во вторую половину двадцатого столетия.

### Бактериофаг лямбда и трансдукция
Эстер Ледерберг была первой учёной, кому удалось выделить бактериофаг лямбда, ДНК вирус, из 'Escherichia coli K-12 в 1950 году.
Генетический материал фага лямбда состоит из двойной спирали молекулы ДНК с двенадцатью базовыми парами, которые имеют выступающие концы 5’, разрешающие циркуляцию в молекуле ДНК. Это проявляется в литическом цикле и лизогенном цикле. Изучение этих противоположных циклов и управление ими было очень важно для нашего понимания регулирования считывания генетического кода. Механизм интеграции лямбда ДНК в бактериальную ДНК был впервые объяснён коллегой Эстер и близким её другом Аланом Кемпбеллом в 1962 году.
Фаг лямбда рассматривается как «симбиотический бактериофаг»: фаг, чей геном соединяется с фагом бактерии хозяина и повторяет её.
Использование фага лямбда включает его применение в качестве вектора для клонирования рекомбинантной ДНК; использование сайт-специфичной рекомбиназы «int» для смешивания клонированных ДНК методом «ключа» и применение его красного оперона, включая белки красной альфы (также называемой «exo»), беты и гаммы. Всё это входит в ДНК-инженерный метод, называемый рекомбинированием.
Статья Эстер о фаге лямбда в 1950 году привела в итоге к открытию трансдукции, что оказалось важно не только для объяснения переноса бактериальной устойчивости. Возможно, был понят главный механизм эволюции. Более глубокое понимание взаимоотношения между трансдукцией и лизогенией фага лямбда было результатом этой работы.

### Фактор F размножения бактерий
Фактор размножения (также известный как фактор F) — это последовательность бактериальной ДНК, которая позволяет бактерии производить сексуальные фимбрии, необходимые для слияния.
Последовательность содержит 20 tra (для «переноса») генов и некоторое количество других генетических последовательностей, ответственных за несовместимость, репликацию и другие функции.
F фактор — это эпизома, которая либо может существовать как независимая плазмида, либо может интегрироваться внутрь генома бактериальной клетки.
Открытие Эстер Ледерберг фактора F вытекало прямо из её открытия фага лямбды. Эстер случайно обнаружила бактериофаг лямбды, когда она увидела бляшки на бактериальном агаре с «lac» индикатором в ходе другого эксперимента.

### Метод получения реплик
Проблема воспроизведения бактериальных колоний en masse в той же самой геометрической конфигурации, что и в первоначальном методе с агаром, была успешно решена с помощью метода получения реплик, осуществлённого Эстер Ледерберг, хотя до него были другие менее эффективные предшественники, такие как бумага, решётки с остриями, использующие металлические проволочные щётки, зубочистки и т.д.
Идея этого метода получения реплик принадлежит Джошуа Ледерберг и Эстер Ледерберг, но сама методология осуществления метода получения реплик была разработана именно Эстер. Она использовала специальный вид итальянского вельвета для получения реплик и разработала метод его стерилизации.

### Более поздние вклады в науку
Эстер Ледерберг вернулась в Стенфорд в 1959 году вместе с Джошуа Ледерберг, где она осталась и продолжила свою научную карьеру, основав и став директором Информационного Центра по плазмидам (Plasmid Reference Center — PRC) в Стенфордской школе медицины с 1976 по 1985 год.
Она вышла на пенсию со своей должности в Стенфордском отделении микробиологии и иммунологии в 1985 году, но продолжала посещать PRC на протяжении почти десяти лет.

## Награды
- 1956 год. Общество бактериологов Иллинойса: премия имени Пастера (совместно с Джошуа Ледерберг; первый раз премия присуждена сразу двум учёным)
- 1969 год. Президент Стенфордского отделения SIGMA XI[11]

## Другие интересы
Эстер была многосторонней личностью. Помимо науки Эстер Ледерберг успешно занималась музыкой, литературой. Кроме того, она имела интерес в области ботаники и ботанического садоводства.

### Музыка
Занимаясь музыкой всю свою жизнь (она играла на многих инструментах), Эстер была поклонницей Ранней Музыки. Она была одной из основателей Mid-Peninsula Recorder Orchestra — филиала Сан Франциского общества Ранней Музыки — в 1962 году, будучи его президентом в течение нескольких лет.

### Ботаника и ботаническое садоводство
Эстер всю жизнь интересовалась ботаникой и ботаническим садоводством. Она способствовала посадке местных растений таких, как мак и люпин вокруг территории Стенфордского университета, аргументируя это тем, что будучи прекрасными, они не нуждаются в специальном поливе. Это особенно важно для территории, расположенной в районе Сан Франциского залива, где часто бывают засухи.

## Важные статьи
- Esther Lederberg, "Lysogenicity in Escherichia coli strain K-12, Microbial Genetics Bulletin, v.1, pp. 5-8 (Jan. 1950); followed by «Lysogenicity in E. coli K-12», Genetics, v.36, p. 560 (1951) (abstract). http://www.estherlederberg.com/Censorship/LambdaW.html